# 喬林
喬林（越南语：／；1825年—1866年），原名喬松（越南语：／），越南阮朝官員。

## 生平
喬林是廣義省思義府彰義縣義上總安大村（今屬廣義省思義縣義芳社）人，明命六年（1825年）出生。嗣德八年（1855年），參加平定場鄉試，考中舉人。嗣德十五年（1901年），乔林會試中格，庭試考中進士。次年（1863年）十二月，喬林升署侍講銜，出任廣義軍次幫辦，協助鎮壓石壁蠻。
嗣德十九年（1866年），喬林在任內去世，壽四十二歲，阮廷追贈侍讀。